# Håkansboda
Håkansboda är en by i Ramsbergs socken, Lindesbergs kommun.
Håkansboda omtalas första gången 1540 och sägs i fogderäkenskaperna 1547 omfatta två gårdar med en tillhörande koppargruva och då vara skatte, men tidigare ha tillhört kung Karl Knutsson. Flögfors kopparverk, inrättat 1641 av Louis de Geer hämtade sin malm från Håkansboda gruva. Brytningen i gruvan upphörde 1832.